# Rakaia magna
Rakaia magna is een hooiwagen uit de familie Pettalidae.